# Kruščica (okręg zlatiborski)
Kruščica (cyr. Крушчица) – wieś w Serbii, w okręgu zlatiborskim, w gminie Arilje. W 2011 roku liczyła 360 mieszkańców.